# Giản (họ)
Giản (chữ Hán phồn thể: 簡; chữ Hán giản thể: 简, Bính âm: Jiǎn, Hangul: 간, Romaja quốc ngữ: Kan), là một họ của người châu Á. Họ này có mặt ở Việt Nam, rất hiếm ở Triều Tiên, và khá phổ biến ở Trung Quốc. Họ này đứng thứ 382 trong danh sách Bách gia tính.

## Người Việt Nam họ Giản nổi tiếng
- Giản Tư Trung (sinh 1974), nhà hoạt động giáo dục, được Diễn đàn Kinh tế Thế giới vinh danh là "Nhà lãnh đạo trẻ toàn cầu" trong vai trò là một “Nhà hoạt động giáo dục” năm 2013.[1][2]

## Người Trung Quốc họ Giản nổi tiếng
- Giản Địch, nhân vật huyền thoại, vợ hai Đế Cốc
- Giản Hựu Tân (簡又新), Bộ trưởng Bộ ngoại giao Đài Loan giai đoạn 2002 – 2004
- Giản Mộ Hoa, nữ diễn viên Hồng Kông
- Giản Bái Ân, nữ diễn viên Đài Loan
- Giản Tự Hào, nghệ danh "Uzi", vận động viên Esports Liên Minh Huyền Thoại

## Người Triều Tiên họ Giản nổi tiếng
- Kan Miyeon (Hán Việt: Giản Mĩ Nghiên), ca sĩ Hàn Quốc